# Angrita
Les angrites són un grup de meteorits que pertanyen a la classe de les acondrites asteroidals. Reben el seu nom pel meteorit d'Angra dos Reis, una ciutat brasilera situada en l'estat de Rio de Janeiro.

## Origen
Comparant els espectres de reflectància de les angrites amb la de diversos asteroides del cinturó d'asteroides, s'han identificat dos possibles cossos primaris: (289) Nenetta i (3819) Robinson. Alguns científics han suggerit que les angrites podrien representar ejeccions de Mercuri.

## Composició
Les angrites són un grup rar d'acondrites que consisteixen principalment en augita mineral amb algunes olivines, anortites i troilites. Són roques basàltiques, sovint amb porositats, amb diàmetres de vesícules de fins a 2,5 centímetres. Són les roques ígnies més antigues, amb edats de cristal·lització d'uns 4,55 milions d'anys.